# Cooldown Café
Cooldown Café is een Nederlandse popgroep, genoemd naar een gelijknamig feestcafé aan de Lange Leidsedwarsstraat in Amsterdam. De groep verwierf nationale bekendheid door in Nederland in 2000 een top 5-hit te scoren met een Nederlandse remake van het Amerikaanse nummer Hey! Baby. Het nummer stond 32 weken in de Mega Top 100.
Aanvankelijk bestond de groep uit het barpersoneel van het gelijknamige café. Door het succes van het nummer Hey! Baby moest de groep echter een vaste bezetting krijgen, bestaande uit twee zangers (waaronder Rob Ronalds), dj Frank en twee danseressen (Angela en Masha). De groep treedt op verschillende feesten en festivals op, met verschillende (feestmuziek-)remakes van oudere liedjes, waaronder "Ben ik te min" van Armand. Het succes van Hey! Baby werd echter niet geëvenaard. In 2001 verscheen een album van de groep, eveneens Hey! Baby geheten.
In 2003 scoorde Cooldown Café samen met Gerard Joling een bescheiden hit met een remake van het nummer The Lion Sleeps Tonight. Dit nummer werd tevens gebruikt in een reclamespot van Centraal Beheer Achmea (even Apeldoorn bellen) die in 2004 de Gouden Loeki won. In deze spot zat een leeuw op het dak van een auto. In 2009 kwam een samenwerking tot stand met de zanger van The Shorts en wordt door Cooldown Café de single Comment ça va uitgebracht. Het nummer bezorgde de groep een notering in de top 30.
In 2010 werd er een remake gemaakt van het nummer "Polonaise Hollandaise" en in hetzelfde jaar kwam ook "Campione" uit, een single die mikte op sportevenementen. Dit lied wordt met name veel gedraaid tijdens EK's en WK's voetbal indien het Nederlands Elftal daaraan meedoet.